# 多功城
多功城（たこうじょう）は、栃木県河内郡上三川町にあった中世の日本の城。宇都宮氏の一門・多功氏の居城であった。

## 歴史・沿革
多功城は鎌倉時代後期にあたる宝治2年(1248年)に、宇都宮頼綱の四男多功宗朝によって築かれたといわれている。
小山、薬師寺から宇都宮に通じる要路にあり、多功氏と同じく宇都宮氏一門の横田氏の上三川城と並び、宇都宮城の南方の防衛に大きな役割を果たした。
戦国時代になると宇都宮城を防衛する拠点として大いに機能し、上杉氏や北条氏の苛烈な侵攻を幾度も撃退している。弘治3年（1557年）に上杉謙信の軍勢が宇都宮城を攻略するために多功城、上三川城を攻撃するが、多功城主の多功長朝の采配のもと、一門の児山城主児山兼朝、簗城主簗朝光・吉朝父子、家臣の石崎通季、野澤保辰、高木道重、上野祐朝、伊澤遠江守、木田淡路守、援軍で駆け付けた祖母井吉胤、矢板長則などの2000余りの軍勢の活躍によって、先陣の佐野豊綱などを討ち取り、撃退している。
元亀3年（1572年）1月には北条氏が2000の軍勢で多功城に攻めてきたが、多功城主で多功長朝の子多功房朝が迎え撃ち、撃退している。さらに同年12月に再び北条氏が攻めてきているが、こちらも撃退に成功している。
天正13年（1585年）12月に北条氏が再び多功城に攻めてきた。多功城主で多功房朝の弟多功綱継による徹底抗戦により、またもや北条氏は多功城を攻略できなかった。また、宇都宮城も攻略できず、宇都宮城下町の民家や寺院などに火を放つのみで撤退している。
天正17年（1589年）9月に、北条氏が再び宇都宮城を攻略するために侵攻してきた。綱継は多功城に攻めてきた北条氏邦・北条氏に寝返った宇都宮氏重臣芳賀高継と戦い、これを撃退している。
このように多功城は、宇都宮氏にとって欠かせない城であったが、慶長2年 (1597年) に豊臣政権の内部争いに宇都宮氏が巻き込まれて改易されると、多功城は廃城になった。

### 現在の状況
多功城跡は、近くにゴルフ場が建立されたために城の遺構の大半が破壊されたという。土塁や堀跡は現在も残っているが、整備などはされてはいない。